# 白山明月
白山明月（日语：ハクサンムーン），是日本純種競賽馬匹，生涯活躍於短途賽事，曾勝出2012年京阪盃及2013年夏季短途錦標和人馬錦標，為少數擊敗過龍王的賽駒之一。
另外，由於其常常在進入跑道後做出自轉的動作，使得不少馬迷被其個性派的性格吸引。

## 出賽前
2009年2月11日出生於北海道日高町白井牧場，成長途中於拍賣會上被馬主河崎五市以5250萬日圓購入。
其後交由栗東訓練中心練馬師西園正都訓練。

## 競賽生涯

### 2歲
2011年12月3日出戰阪神競馬場2歲新馬戰，比賽初段隨即搶佔領放位置展開推進，繼續在直路加速拉開對手下以1 1/4馬喴亞取得首勝。
其後以抽選的方式出戰一級賽朝日盃未來錦標，然而在直路上未能維持走勢不斷失速後退，最終以包尾第十六大敗。

### 3歲
陣營考慮其脾性後，並未有作出參戰經典三冠的安排，而是選擇以短途賽事作為目標，並於2012年年初安排其角逐3歲500萬萬獎金以下條件戰。於比賽途中，其繼續以優秀的反應進佔位置，進入直路後仍然可以不俗的腳部展開衝刺，最終成功壓制對手取勝。
但其後未能維持此戰時的表現，在番紅花錦標、獵鷹錦標及葵葉錦標中均以五名開外的戰績落敗。
6月10日返回條件戰出戰出石特別，採用領放戰術下於通過彎道時經已佔有優勢，後續繼續貼欄衝刺彈離對手，最終以5馬位優勢大勝。
進入夏季，其越級出戰三級賽夏季短途錦標並挑戰年長馬匹，比賽途中一直守於最前段的位置，直至最後關頭才被三人共舞、榮進德民及榮進女神超越落敗。
休養過後在秋季復出出戰北九州短距離錦標但僅跑獲第四，隨後在道頓堀錦標中重拾姿態一放到底，以1 3/4馬位的優勢勝出賽事並晉級公開組。
11月3日再次挑戰公開賽出戰京洛錦標，然而在初段步速過快下未能在直路阻止其他對手的上前，最終以第十五大敗。
年末選擇以京阪盃作為收官之戰，由於上仗大敗下於賽前僅取得第十人氣的支持。比賽開始後，其迅速於所在的1檔位置沿欄上前，搶佔領先位置下放慢速度帶領馬群前進。進入直路後，其仍然處於領先的狀態堅守位置，最終成功抵擋尊王寶駒的追擊以頭位優勢爆冷奪得首個分級賽優勝。

### 4歲
2013年年初以海洋錦標作為目標，然而受到快步速影響下逐步沉底以第九完賽。
其後按照計劃出戰高松宮紀念，本次比賽於搶前後因未有其他領放型的賽駒緊迫而可以做出較慢的步速，最終在直路上亦能維持較佳的姿態展開衝刺，僅敗於龍王及華倫之夢取得第三的戰績。
休養過後以夏季的CBC賞作為調整，本次比賽繼續採用領放戰術，但在直路上未能阻止神通鼎盛的攻勢，被對手最最後一步壓過下以頸位差距落敗。
7月28日再度挑戰夏季短途錦標，出閘後隨即衝前領放取得優勢，在比賽中段走勢未減下一直才最前方位置，最終亦能壓制同為先頭部隊的永恒印記，以3/4馬位優勢取得冠軍。
入秋後選擇人馬錦標作為熱身戰，比賽初段從大外檔位置果斷衝出搶佔先頭，後續以較為平均的節奏展開領放。進入直路後，其繼續於內欄位置展現優秀的加速力，最終彈離對手率先透出，同時亦能力壓迫近的龍王，以頸位優勢取得勝利，成為少數擊敗龍王的賽駒之餘，亦取得當年夏季短途系列賽的冠軍。
1個月後按照計劃挑戰短途馬錦標，本次比賽其仍然選擇以領放姿態展開推進，在彎道處開始發力堅守優勢，但在直路未能迅速拉開對手下在最後關頭被龍王超越，取得第二的戰績。

### 5歲
2014年繼續以海洋錦標作為年度首戰，但在第一人氣的情況下於直路無法順利保持衝刺，最終大熱倒灶以第十三大敗。
其後以高松宮紀念作為春季大目標，比賽初段因為漏閘需要在後方位置展開追走，但在直路上的表現未及對手下以第五落敗。
夏季前往休養下在9月復出出戰人馬錦標，本次比賽由於毅力寶貝以更凌厲的姿態搶位，白山明月選擇保持在第二的位置逐步推進。進入直路後，其超越對手取得領先的優勢，但最終被中檔上前的歌爾達超越以第二落敗。
10月5日再度挑戰短途馬錦標，展開領放之下大部份時間均於最先頭的位置，但在最後100米時突然急劇失速，最終被其他對手超越下以第十三大敗。
年末，其以阪神盃作為目標，然而再度失速之下以包尾第十八完賽。

### 6歲
2015年連續第三年出戰海洋錦標，本次比賽迅速於前方位置佔先下一直保持約莫1馬位左右的優勢，但在直路上未能順利阻止外檔櫻花福音的攻勢，以3/4馬位敗於對手取得第二。
3月繼續出戰高松宮紀念，選擇於毅力寶貝後方的位置推進下，在第四彎道處稍微加速透出，可惜在直路上和友瑩格纏鬥時未能壓制對手，最終再度以第二的戰績落敗。
秋季沿用上年度的安排，以人馬錦標接戰短途馬錦標，但兩場賽事均未能發揮表現下分別以第八及第十二落敗。

### 7歲
2016年年初第四度以海洋錦標作為年度首戰，比賽初段隨即在先頭位置取得優勢，但在直路中段逐漸力弱下被榮進神射超越下以1 1/2馬位差距落敗。
其後再度進軍高松宮紀念，本次比賽繼續在前方位置展開領放，但在初段時因Laurel Veloce及覓奇島的緊迫而做出快步速的節奏，最終在直路體力耗盡失速取得第第十三。
駿罨秋季原定以人馬錦標作為起動戰，但返回馬房後狀態持續低迷未有好轉，最終陣營決定安排其退役。

### 詳細賽績
| 日期       | 舉辦國家 | 馬場 | 距離   | 級別 | 賽事名稱         | 負重 | 騎師       | 馬號 | 出馬 | 名次 | 時間   | 頭馬（二馬）        |
| ---------- | -------- | ---- | ------ | ---- | ---------------- | ---- | ---------- | ---- | ---- | ---- | ------ | ------------------- |
| 3/12/2011  | 日本     | 阪神 | 草1400 |      | 2歲新馬          | 55   | 岩田康誠   | 2    | 11   | 1    | 1:23.9 | （Cecilia）         |
| 18/12/2011 | 日本     | 中山 | 草1600 | GI   | 朝日盃未來錦標   | 55   | 田中勝春   | 13   | 16   | 16   | 1:35.3 | 阿爾菲多            |
| 15/1/2012  | 日本     | 中山 | 草1200 |      | 3歲500萬獎金以下 | 56   | 後藤浩輝   | 15   | 11   | 1    | 1:08.7 | （地球音速）        |
| 28/1/2012  | 日本     | 東京 | 草1400 | OP   | 藏紅花錦標       | 56   | 後藤浩輝   | 1    | 12   | 7    | 1:22.9 | Sacred Reve         |
| 17/3/2012  | 日本     | 中京 | 草1400 | GIII | 獵鷹錦標         | 56   | 松山弘平   | 2    | 18   | 11   | 1:25.3 | 光明前途            |
| 13/5/2012  | 日本     | 京都 | 草1200 | OP   | 葵葉錦標         | 56   | 秋山真一郎 | 2    | 15   | 9    | 1:08.9 | Makoto Nawaratana   |
| 10/6/2012  | 日本     | 阪神 | 草1200 |      | 出石特別         | 54   | 酒井學     | 12   | 13   | 1    | 1:07.8 | （Good Looking）    |
| 22/7/2012  | 日本     | 新潟 | 草1000 | GIII | 夏季短途錦標     | 53   | 石橋脩     | 3    | 18   | 4    | 0:54.5 | 三人共舞            |
| 1/9/2012   | 日本     | 小倉 | 草1200 |      | 北九州短距離錦標 | 55   | 酒井學     | 1    | 16   | 4    | 1:07.4 | 鶴丸利安            |
| 1/10/2012  | 日本     | 阪神 | 草1200 |      | 道頓堀錦標       | 55   | 小牧太     | 2    | 16   | 1    | 1:08.0 | （Nishino B Quick） |
| 3/11/2012  | 日本     | 京都 | 草1200 | OP   | 京洛錦標         | 54   | 小牧太     | 6    | 16   | 15   | 1:09.5 | 突發風暴            |
| 24/11/2012 | 日本     | 京都 | 草1200 | GIII | 京阪盃           | 55   | 酒井學     | 1    | 18   | 1    | 1:08.5 | （尊王寶駒）        |
| 2/3/2013   | 日本     | 中山 | 草1200 | GIII | 海洋錦標         | 56   | 石橋脩     | 3    | 16   | 9    | 1:09.4 | 櫻花福音            |
| 24/3/2013  | 日本     | 中京 | 草1200 | GI   | 高松宮紀念       | 57   | 酒井學     | 13   | 17   | 3    | 1:08.3 | 龍王                |
| 30/6/2013  | 日本     | 中京 | 草1200 | GIII | CBC賞            | 57.5 | 酒井學     | 12   | 14   | 2    | 1:08.0 | 神通鼎盛            |
| 28/7/2013  | 日本     | 新潟 | 草1000 | GIII | 夏季短途錦標     | 56   | 酒井學     | 13   | 18   | 1    | 0:54.2 | （永恒印記）        |
| 8/9/2013   | 日本     | 阪神 | 草1200 | GII  | 人馬錦標         | 56   | 酒井學     | 13   | 13   | 1    | 1:07.5 | （龍王）            |
| 29/9/2013  | 日本     | 中山 | 草1200 | GI   | 短途馬錦標       | 57   | 酒井學     | 7    | 16   | 2    | 1:07.3 | 龍王                |
| 8/3/2014   | 日本     | 中山 | 草1200 | GIII | 海洋錦標         | 57   | 酒井學     | 4    | 16   | 13   | 1:09.8 | 獵戶星座            |
| 30/3/2014  | 日本     | 中京 | 草1200 | GI   | 高松宮紀念       | 57   | 酒井學     | 12   | 18   | 5    | 1:13.0 | 李察先生            |
| 14/9/2014  | 日本     | 阪神 | 草1200 | GII  | 人馬錦標         | 57   | 戶崎圭太   | 15   | 15   | 2    | 1:07.6 | 歌爾達              |
| 5/10/2014  | 日本     | 新潟 | 草1200 | GI   | 短途馬錦標       | 57   | 戶崎圭太   | 15   | 18   | 13   | 1:09.4 | 瑞草祥龍            |
| 27/12/2014 | 日本     | 阪神 | 草1400 | GII  | 阪神盃           | 57   | 戶崎圭太   | 10   | 18   | 18   | 1:22.3 | 實際影響            |
| 7/3/2015   | 日本     | 中山 | 草1200 | GIII | 海洋錦標         | 56   | 酒井學     | 4    | 16   | 2    | 1:08.8 | 櫻花福音            |
| 29/3/2015  | 日本     | 中京 | 草1200 | GI   | 高松宮紀念       | 57   | 酒井學     | 15   | 18   | 2    | 1:08.6 | 友瑩格              |
| 13/9/2015  | 日本     | 阪神 | 草1200 | GII  | 人馬錦標         | 56   | 酒井學     | 7    | 16   | 8    | 1:08.4 | 實搏活蹄            |
| 14/10/2015 | 日本     | 中山 | 草1200 | GI   | 短途馬錦標       | 57   | 酒井學     | 8    | 15   | 12   | 1:08.8 | 真誠少女            |
| 5/3/2016   | 日本     | 中山 | 草1200 | GIII | 海洋錦標         | 56   | 酒井學     | 2    | 16   | 2    | 1:07.7 | 榮進神射            |
| 27/3/2016  | 日本     | 中京 | 草1200 | GI   | 高松宮紀念       | 57   | 酒井學     | 18   | 18   | 11   | 1:07.5 | 大仁大勇            |

## 退役後
退役後，白山明月成為了配種馬，於北海道新日高町Lex Stud休養，在2017年進行配種。首匹子嗣在2019年出生。首批子嗣可於2020年出賽。

## 血統簡介
父系賞月為日本賽駒，生涯戰績彪炳，曾勝出一級賽寶塚紀念及日本盃，亦於阿聯酋贏得杜拜免稅店盃。祖父最後橫掃為美國賽駒，曾贏得當地三級賽，退役後被輸入日本配種，配種成績優異，如子嗣中有曾以勝出秋華賞及寶塚紀念等一級賽的東商變革。
母系Ciliege為日本賽駒，生涯僅勝出條件戰級別的賽事。外祖父櫻花進王亦是日本賽駒，被譽為1990年代之短途王者，曾於1993及1994年連霸短途馬錦標。

### 血統表
| 父線：Forty Niner系（淘金者系） |                                |                 |                 |
| 種馬 賞月 2003年（棗色）        | 最後橫掃 1991年（棗色）        | Forty Niner     | 淘金者          |
| 種馬 賞月 2003年（棗色）        | 最後橫掃 1991年（棗色）        | Forty Niner     | File            |
| 種馬 賞月 2003年（棗色）        | 最後橫掃 1991年（棗色）        | Broom Dance     | Dance Speel     |
| 種馬 賞月 2003年（棗色）        | 最後橫掃 1991年（棗色）        | Broom Dance     | Witching Hour   |
| 種馬 賞月 2003年（棗色）        | My Katies 1998年（深棗色）     | 週日寧靜        | Halo            |
| 種馬 賞月 2003年（棗色）        | My Katies 1998年（深棗色）     | 週日寧靜        | Wishing Well    |
| 種馬 賞月 2003年（棗色）        | My Katies 1998年（深棗色）     | Katies First    | Kris            |
| 種馬 賞月 2003年（棗色）        | My Katies 1998年（深棗色）     | Katies First    | Katies          |
| 繁殖雌馬 Ciliege 2001年（栗色） | 櫻花進王 1989年（棗色）        | Sakura Yutaka O | Tesco Boy       |
| 繁殖雌馬 Ciliege 2001年（栗色） | 櫻花進王 1989年（棗色）        | Sakura Yutaka O | Angelica        |
| 繁殖雌馬 Ciliege 2001年（栗色） | 櫻花進王 1989年（棗色）        | Sakura Hogaromo | 北方風味        |
| 繁殖雌馬 Ciliege 2001年（栗色） | 櫻花進王 1989年（棗色）        | Sakura Hogaromo | Clear Amber     |
| 繁殖雌馬 Ciliege 2001年（栗色） | Megami Guerlain 1992年（棗色） | Shady Heights   | Shirley Heights |
| 繁殖雌馬 Ciliege 2001年（栗色） | Megami Guerlain 1992年（棗色） | Shady Heights   | Vaguely         |
| 繁殖雌馬 Ciliege 2001年（栗色） | Megami Guerlain 1992年（棗色） | Mogami Guelain  | Mogami          |
| 繁殖雌馬 Ciliege 2001年（栗色） | Megami Guerlain 1992年（棗色） | Mogami Guelain  | Miss Guelian    |
| 雌系：號族：18                  |                                |                 |                 |
| 五代內近親交配：北地舞人 5×5    |                                |                 |                 |

## 命名由來
名字中，Hakusan（ハクサン）為馬主河崎五市的冠名，出自其經營的公司所在地石川縣白山市附近的白山，Moon（ムーン）則繼承自父系賞月之名字，香港則翻譯為「明月」。

## 外部連結
- 白山明月 netkeiba.com
- 血統表